# الحميدة (حبيل جبر)

تعديل مصدري - تعديل

الحميدة هي إحدى قرى عزلة حبيل جبر بمديرية حبيل جبر التابعة لمحافظة لحج، بلغ تعداد سكانها 11 نسمة حسب تعداد اليمن لعام 2004.